# گویش تربتی (تربت حیدریه)
گویش تربتی از جمله گویش‌های زبان فارسی در استان خراسان رضوی است که در شهرستان تربت حیدریه رایج است. همچنین این گویش با گویش‌های کاشمری (ترشیزی)، کوهسرخی و نیشابوری قرابت دارد.